# Német Szövetségi Köztársaság-trilógia
A Német Szövetségi Köztársaság-trilógia (németül: BRD-Trilogie) Rainer Werner Fassbinder, a német új hullám kiemelkedő rendezőjének filmciklusa.

## A trilógia
Fassbinder trilógiájának valamennyi filmje a háború utáni Nyugat-Németországban játszódik. A rendező nem hitt az új állam illúziójájában, és filmjeiben egyre elkeseredettebben mutatta be a német újrakezdést kísérő jelenségeket: az érzelmek elfojtását, az anyagiasságot, a haszonlesést, a korrupciót. Konfliktusai megsemmisülésbe, cinizmusba, vagy rezignációba torkollnak. Ezekben a filmekben az egyének csalódásai, törekvései az adott történelmi helyzettel függnek össze. Mindhárom filmnek nő a főszereplője, Fassbinder az ő sorsukon keresztül mutatja be az általa látott Nyugat-Németországot.
A trilógia három filmje a Maria Braun házassága (1978), a Lola (1981) és a Veronika Voss vágyakozása (1982). A Maria Braun házassága azt mutatja be, hogy a háború utáni újrakezdés éveit milyen érzelmi elfojtás kísérte. A Lola témája az egyén korrumpálódása a túlélés és az alkalmazkodás érdekében, a Veronika Voss vágyakozása pedig a múlt kísértő emlékeinek gyilkos hatásáról szól.